# Rappa Mundi
Rappa Mundi é o segundo álbum de estúdio da banda brasileira O Rappa. Foi produzido por Liminha e lançado em setembro de 1996 pela Warner Music.
| Críticas profissionais                                                      | Críticas profissionais |
| Avaliações da crítica                                                       | Avaliações da crítica  |
| Fonte                                                                       | Avaliação              |
| --------------------------------------------------------------------------- | ---------------------- |
| AMG                                                                         | [ 2 ]                  |
| Esta tabela precisa de ser acompanhada por texto em prosa. Consulte o guia. |                        |

## Faixas
| N.º            | Título                                 | Compositor(es)                                 | Duração |  |
| 1.             | "A Feira"                              | Marcelo Yuka                                   | 3:59    |  |
| 2.             | "Miséria S.A."                         | Pedro Luís                                     | 4:01    |  |
| 3.             | "Vapor Barato"                         | Waly, Macalé                                   | 4:23    |  |
| 4.             | "Ilê Ayê"                              | Paulinho Camafeu                               | 3:50    |  |
| 5.             | "Hey Joe" (participação de Marcelo D2) | Billy Roberts, vs: Ivo Meirelles, Marcelo Yuka | 4:25    |  |
| 6.             | "Pescador de Ilusões"                  | Marcelo Yuka                                   | 4:29    |  |
| 7.             | "Uma Ajuda"                            | Marcelo Yuka                                   | 4:29    |  |
| 8.             | "Eu Quero Ver Gol"                     | Falcão, Xandão                                 | 3:41    |  |
| 9.             | "Eu Não Sei Mentir Direito"            | Marcelo Yuka                                   | 4:03    |  |
| 10.            | "O Homem Bomba"                        | Marcelo Yuka                                   | 3:14    |  |
| 11.            | "Tumulto"                              | Marcelo Yuka                                   | 3:14    |  |
| 12.            | "Lei Da Sobrevivência (Palha de Cana)" | Falcão                                         | 3:05    |  |
| 13.            | "Óia O Rapa"                           | Lenine, Sérgio Natureza                        | 6:00    |  |
| Duração total: | Duração total:                         | Duração total:                                 | 52:47   |  |

## Créditos
Créditos adaptados do encarte de Rappa Mundi.